# Plecia pagdeni
Plecia pagdeni är en tvåvingeart som beskrevs av Hardy 1960. Plecia pagdeni ingår i släktet Plecia och familjen hårmyggor. Inga underarter finns listade i Catalogue of Life.